# Plenitudo potestatis

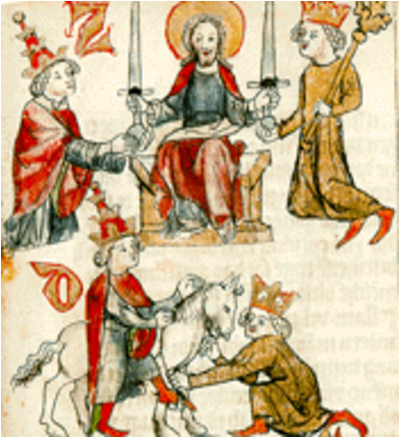
Enluminure représentant le Christ qui donne deux épées symboles de pouvoir : l'une au pape et l'autre à l’Empereur du Saint-Empire (autour de 1220).

La notion de plenitudo potestatis (« plénitude du pouvoir » en latin) est d'abord employée par les canonistes et les ecclésiologues du Moyen Âge pour désigner le pouvoir juridictionnel de la papauté. Elle désigne ensuite les prérogatives du Pape dans les domaines spirituel et dans le domaine temporel. Ainsi le pouvoir du pape est considéré comme plein et entier à la fois dans ses domaines de compétences et dans son étendue territoriale.
L'étendue de ces pouvoirs est justifiée par la bonne marche de l'Eglise.

## Les origines de laplenitudo potestatis

### La création de laplenitudo potestatis
La création de la notion de plenitudo potestatis est un processus en plusieurs étapes, dans lequel certains papes ont joué un rôle important.
La plenitudo potestatis n’est pas à l’origine une notion propre au pouvoir papal, mais été utilisée pour « décrire le pouvoir délégué des légats du pape plutôt que le pouvoir du pape lui-même ». C’est au Moyen Âge que la figure du pape a évolué, se détachant des autres évêques et de l’apôtre Pierre pour se rapprocher de Dieu lui-même. Pendant longtemps le pape a eu le titre de « vicaire de Pierre », avant que le titre de « vicaire de Christ » soit retenu.

Au terme de la réforme grégorienne du XIe siècle, qui transforme l'Église en monarchie pontificale, le Saint-Siège exerce en effet sa juridiction sur les décisions essentielles, ou causes majeures : déposition ou déplacement d'évêques, modification des limites des diocèses, érection d'abbayes, reconnaissance d'ordre religieux, convocation des conciles, procédure de canonisation. Le pape tranche aussi en appel et en dernier ressort pour toute autre affaire, tandis qu'il ne peut être jugé par personne.

Au XIIIe siècle, Innocent III a été l’acteur principal dans l’évolution du pouvoir papal. Ainsi il est « le pape qui a réussi à réserver à la figure du pontife romain le titre de vicaire du Christ», mais c’est aussi lui qui va proclamer l’origine divine du pouvoir papal et sa supériorité sur les autres évêques.
Lettre adressée en 1199 à l'archevêque de Compostelle, qui définit le pouvoir du pape à partir de Jean, 1, 42 […] : Le Christ a dit à Pierre : « tu t’appelleras Cephas », ce qui selon une interprétation veut dire tête. Ainsi, comme la plénitude des sens abonde dans la tête et une certaine part de cette plénitude en dérive vers les membres, de même les autres sont appelés à une part de sollicitude ; mais seul Pierre a reçu la plénitude de puissance et, de ce fait, les causes majeures de l'Église doivent lui revenir comme à la tête, non tant par constitution canonique que par institution divine.
Il faut noter que « la réflexion d’Innocent III autour de la notion de plénitude de puissance visait d’abord, en pratique, à justifier l’imposition de la suprématie juridictionnelle de la papauté sur les évêques et les églises locales » et que cette réflexion a abouti en raison « de la conjoncture géopolitique favorable en Italie et dans l’Empire. » Mais ces revendications dans le domaine juridictionnel ayant été acceptées sans de réelles contestations, elles se sont décuplées, sans se borner uniquement à ce domaine. Ainsi les pouvoirs du pontife se sont multipliés et ont donné sens à la notion de plénitude de pouvoirs sans rencontrer de fortes oppositions.

Les prérogatives pontificales ont évolué avec le temps, selon les périodes et le poids accordé tant à la religion qu’à l’Etat pontifical. Mais elles sont telles que le pouvoir du pape est qualifié de « plenitudo potestatis », « plénitude de pouvoir ». James Henderson Burns définira la notion comme « un véritable pouvoir de gouvernement qui possède d’étroites affinités avec celui que possèdent les dirigeants temporels ». Ainsi le pouvoir du pape est considéré comme plein et entier à la fois dans ses domaines de compétences et dans son étendue territoriale. Autrement dit le pape peut connaitre de tous et partout, autant dans le domaine spirituel que le temporel.

### La justification de laplenitudo potestatis
Cette ingérence dans les affaires des royaumes chrétiens est doublement justifiée par l’origine divine du pouvoir papal et l’objectif poursuivi : la bonne marche de l’Église. Ainsi le pape justifie pouvoir s’immiscer dans les affaires des particuliers et des Royaumes, y compris en s’opposant aux souverains.
Matthieu 16:18-19 est le passage biblique le plus utilisé pour justifier les pouvoirs du pape. 
« Et moi, je te dis que tu es Pierre et que sur ce rocher je construirai mon Église, et les portes du séjour des morts ne l'emporteront pas sur elle. Je te donnerai les clés du royaume des cieux: ce que tu lieras sur la terre aura été lié au ciel et ce que tu délieras sur la terre aura été délié au ciel. »
Cette promesse et cette autorité adressées à Pierre seraient transmisses à ses descendants, les papes.

D'autres passages sont aussi utilisés pour légitimer les pouvoirs du pape.

Luc 22:32
« Mais moi, j'ai prié pour toi, afin que ta foi ne disparaisse pas; et toi, quand tu seras revenu à moi, affermis tes frères. »
Jean 21:15-18
« Lorsqu’ils eurent mangé, Jésus dit à Simon Pierre : ‘‘Simon, fils de Jonas, m'aimes-tu plus que ceux-ci ?’’ Il lui répondit : ‘‘ Oui, Seigneur, tu sais que j’ai de l’amour pour toi. ’’ Jésus lui dit : ‘‘ Nourris mes agneaux. En vérité, en vérité, je te le dis, quand tu étais plus jeune, tu mettais toi-même ta ceinture et tu allais où tu voulais ; mais quand tu seras vieux, tu tendras les mains et c’est un autre qui attachera ta ceinture et te conduira où tu ne voudras pas. ’’ Il lui dit, la troisième fois : ‘‘ Simon, fils de Jonas, as-tu de l’amour pour moi ? ’’ Pierre fut attristé de ce qu'il lui avait dit, la troisième fois : ‘‘As-tu de l’amour pour moi ? ’’ et il lui répondit : ‘‘Seigneur, tu sais tout, tu sais que j’ai de l’amour pour toi.’’ Jésus lui dit : ‘‘Nourris mes brebis.’’ Il lui dit une deuxième fois : ‘‘Simon, fils de Jonas, m'aimes-tu ? ’’ Pierre lui répondit : ‘‘Oui, Seigneur, tu sais que j’ai de l’amour pour toi. ’’ Jésus lui dit : ‘‘Prends soin de mes brebis. ’’ »
Dans ces deux passages Jésus confierait une mission particulière à l'apôtre Pierre : prendre soin de ses frères/ des brebis, ainsi les descendants de Pierre auraient la mission de prendre soin de l'Église.

### La différence entre laplenitudo potestatiset les pleins pouvoirs
La plenitudo potestatis est à différencier de la notion de pleins pouvoirs. Ainsi les pleins pouvoirs sont accordés, alors que la plénitude de pouvoir du pape n’est en théorie pas soumise à l’approbation des autres souverains. La plénitude de pouvoir se rapproche de la notion de pouvoirs absolus, qui correspond à des pouvoirs « sans restrictions aucune ; sans limites ». La différence étant que les pouvoirs absolus s’exercent dans le territoire de l’Etat, tandis que la plenitudo potestatis n'entend pas se cantonner aux seuls États pontificaux.

## Les débats autour de laplenitudo potestatis

### Sur l'autorité du pape
La légitimité du pape est remise en question par les protestants dès le début de la Réforme. Ils ne reconnaissent pas le pape ni comme descendant de Pierre, ni comme étant doté d'une mission ou autorité particulière. Ils refusent donc son autorité dans le domaine temporel comme spirituel.

Au sein de l'Eglise catholique, le courant du conciliarisme ne reconnait pas au pape l'autorité suprême. Les décisions prises lors de conciles, c'est-à-dire une assemblée des évêques, seraient supérieures à celles prises par le pape. A la fin du Moyen-Âge, les partisans de cette doctrine étaient très nombreux.

### Sur les limites du pouvoir du pape
À l'époque moderne, dès le début de la Renaissance et jusqu'aux Lumières, les limites du pouvoir papal sont remises en question. Ces débats aboutiront à un recul des pouvoirs du pape dans le domaine temporel, mais aussi spirituel, au contraire pour les rois ils aboutiront à l'affirmation de l'absolutisme monarchique.
Dans cette lutte de pouvoir entre le pape et les souverains séculiers -dont l’empereur- tous se proclament légitimes et autonomes par la volonté de Dieu, voir supérieurs aux autres. Ces querelles politiques ont donné lieu à des affrontements doctrinaux quant à l’origine des pouvoirs de chacun et leurs étendues.

En France, les débats autour du pouvoir papal sont très majoritairement en faveur d’une séparation des pouvoirs entre le domaine temporel et le spirituel, et de la mise en avant d’une église gallicane. Cette église ne correspond pas à une échelle locale, ni à l’Eglise universelle, elle est vue comme une entité particulière, avec une identité propre. Les auteurs de l’époque cherchent les origines de cette église dans l’histoire nationale du Royaume, mais aussi dans les différents concordats passés au fil des siècles en la couronne de France et la papauté. Cette histoire permettrait à l’église gallicane de prétendre à un rapport particulier avec le Saint-Siège, plus autonome.